# Georg Leichtmann
Georg Willi Gustav Leichtmann (* 9. September 1893 in Berlin; † 18. April 1945 in der JVA Plötzensee) war ein deutsches KPD-Mitglied, Widerstandskämpfer und NS-Opfer.

## Leben

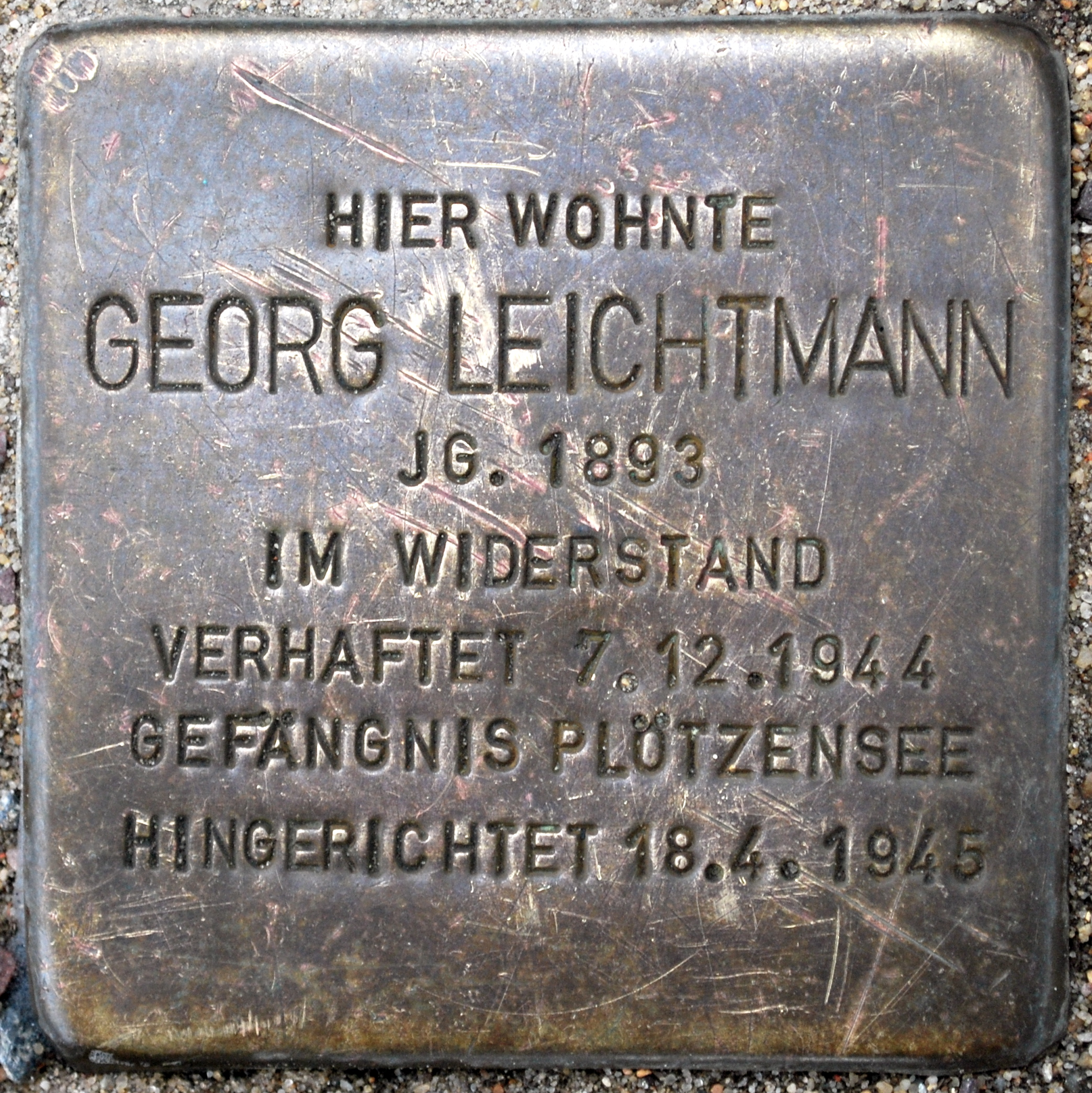
Stolperstein für Georg Leichtmann an der Schulstraße 51 in Berlin-Gesundbrunnen

Leichtmann war von Beruf Maschinenschlosser und Mitglied der KPD. 1929 heiratete er Margarethe Korgel, mit der er ein Kind bekam. 1937 lernte er Arvid Lundgren kennen, einen schwedischen Jungsozialisten. Lundgren wurde 1943 Fahrer bei der Schwedischen Gesandtschaft und machte Leichtmann mit einer Gruppe ehemaliger Sportler des Berliner Arbeiter-Turn- und Sportvereins Fichte Berlin bekannt, darunter Erich Dawideit, Ernst Nielsen und Grete Schöneck, die Solidaritätsaktionen für sowjetische Kriegsgefangene durchführten. Leichtmann nahm Kontakt zu einigen kommunistischen Widerstandsgruppen sowie zur Betriebsgruppe bei der AEG in der Drontheimer Straße auf und war in der Saefkow-Jacob-Bästlein-Organisation aktiv. Über Lundgren gelang es ihm, Informationen über die Saefkow-Jacob-Bästlein-Gruppe an das schwedische Außenministerium zu übermitteln. Nachdem seine Familie im November 1943 ausgebombt worden war, zog sie nach Thomsdorf um. Aufgrund einer abschätzigen Äußerung über den Krieg wurde er denunziert und stand auf der Fahndungsliste der Gestapo. Leichtmann wurde am 7. Dezember 1944 festgenommen, beim Fluchtversuch angeschossen, zunächst in die Krankenabteilung des Konzentrationslagers Ravensbrück verbracht und am 21. Februar 1945 in das Zellengefängnis Lehrter Straße eingeliefert. Am 24. März 1945 wurde er vom Sonderstrafsenat beim Kammergericht Berlin zum Tode verurteilt und am 18. April 1945 im Strafgefängnis Berlin-Plötzensee hingerichtet.

## Gedenken
Im Juni 2009 wurde von der Stadt Berlin ein Stolperstein vor seiner Wohnung an der Schulstraße 51 in Berlin-Gesundbrunnen angebracht.